# Дане (Ланишће)
Дане су село у северном делу хрватске Истре, на обронцима планине Ћићарије. Налазе се на територији општине Ланишће, и према попису из 2001. Архивирано на веб-сајту  (29. новембар 2021) године имају 12 становника. Према попису из 1981. у селу је живело 29 особа.
Дане се налазе на путу између Бузета и Водица.